# Harry Reynolds (monteur)
Pour les articles homonymes, voir Harry Reynolds et Reynolds.
Harrington Ford (dit Harry) Reynolds, né en Californie le 4 avril 1901 et mort à Hollywood le 22 décembre 1971, est un monteur de cinéma américain.

## Filmographie partielle
- 1928 : Le Loup de soie noire (The Big City) de Tod Browning
- 1929 : Désirs (Their Own Desire) de E. Mason Hopper